# Магазин (часть оружия)

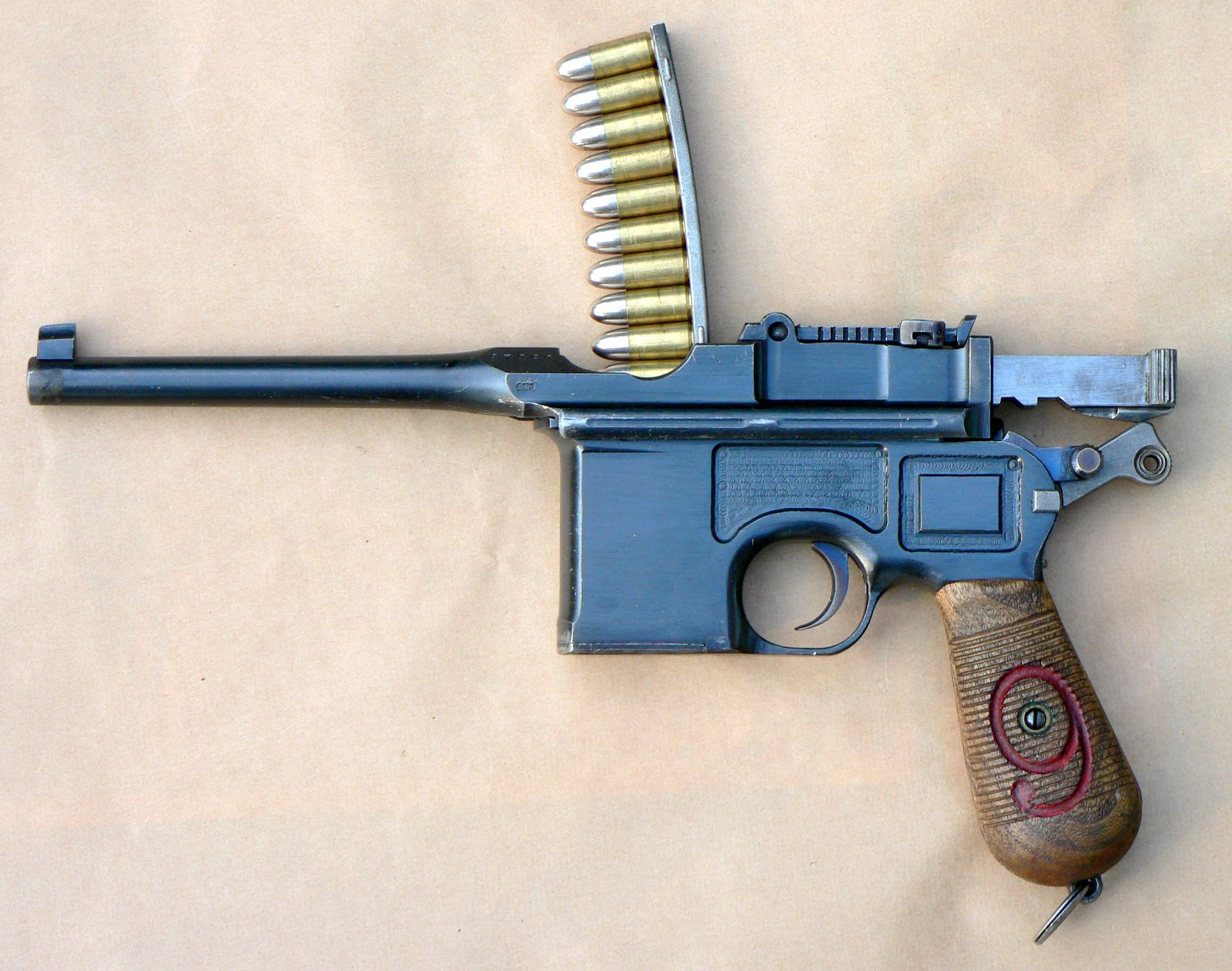
Заряжание неотъёмного магазина пистолета Mauser C96 образца 1916 года с помощью обоймы

Магази́н (фр. magasin) — в многозарядном огнестрельном оружии (карабинах, винтовках, пистолетах, пулемётах (кроме использующихся с патронным ящиком) и тому подобное) магазин представляет собою ёмкость для размещения патронов в определённом порядке с механизмом их поочерёдной подачи для стрельбы.
В других источниках указано что магазин — помещение для патронов в огнестрельном оружии в виде трубки, коробки или барабана, и особая металлическая трубка или коробка, в которой располагаются патроны для их применения в магазинном или повторительном оружии. Конструкцией магазина предусмотрен механизм (обычно пружинный) для поочерёдной подачи патронов на линию досылания. Магазины по способу прикрепления к оружию делятся на постоянные, составляющие с ним одно целое, и на приставные, которые могут носиться отдельно и примыкаться к нему в случае необходимости. Магазин может быть отъёмным или неотъёмным; снаряжаться по одному патрону, с помощью обоймы (пачки) патронов. Отъёмные магазины входят в комплект модели оружия и переносятся в сумке для магазинов, на снаряжении или разгрузочном жилете военнослужащего. Ниже описаны отдельные виды и типы магазинов.

## История
В связи с развитием военного дела впервые магазины были применены в XII веке в Китае в конструкции многозарядных арбалетов. Существовали также варианты магазинов и для однозарядных винтовок; такой «эрзац-магазин» представлял собою короб с патронами, закрепляемый около затвора для ускорения процесса ручного перезаряжания. Подобные устройства, в частности, применялись с винтовками системы Бердана во время Первой мировой войны. В процессе конструирования огнестрельного оружия применялись различные магазины, на начало XX столетия по месту расположения магазины разделялись на подствольные, прикладные и серединные. Виды и типы магазинов различаются в зависимости от:
- формы: дисковые, коробчатые, трубчатые, шнековые и другие;
- расположения патронов: однорядные и многорядные;
- положения по отношению к ствольной коробке: нижние, верхние и боковые. В истории многозарядного оружия находили применение все виды магазинов.

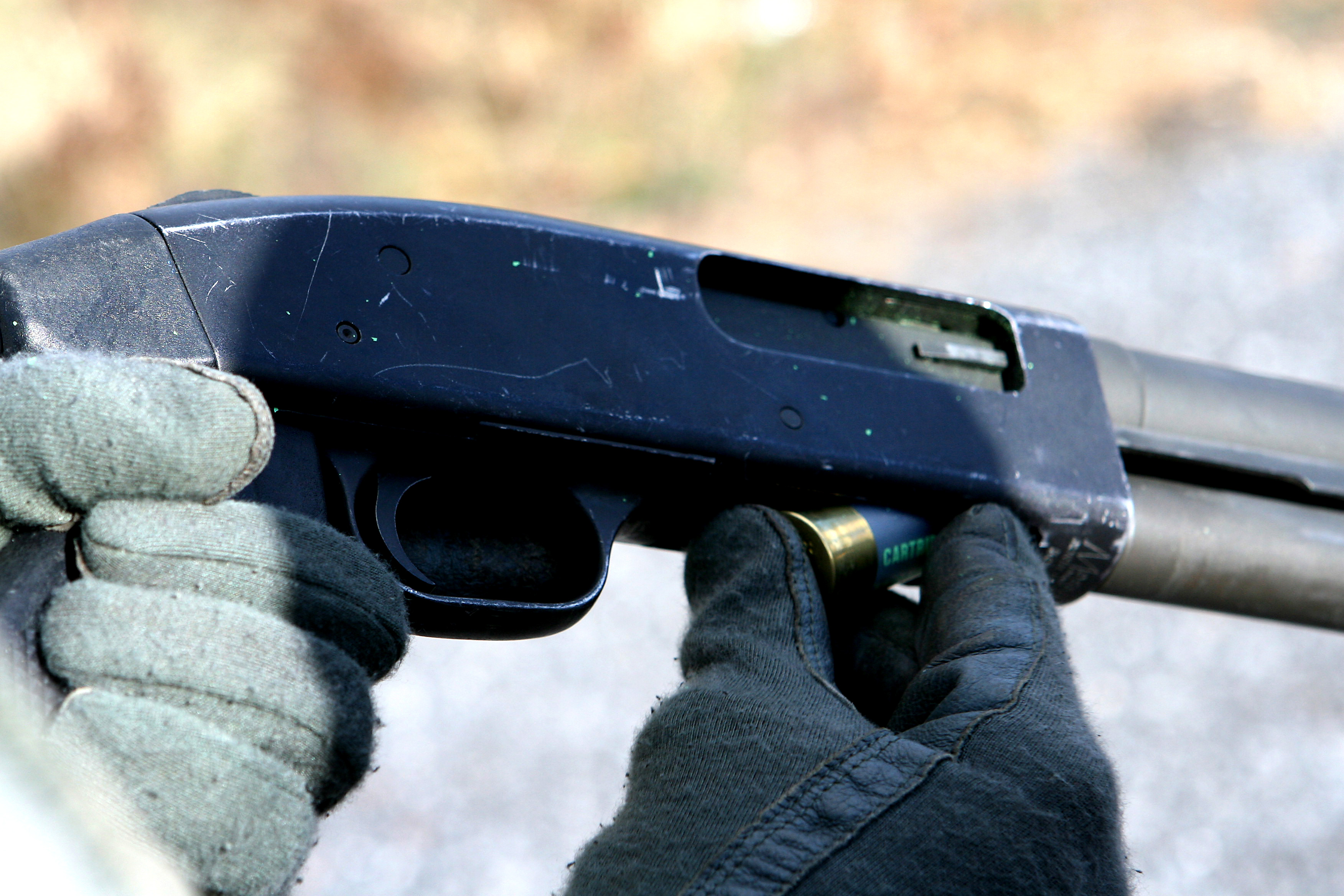
Трубочный подствольный магазин
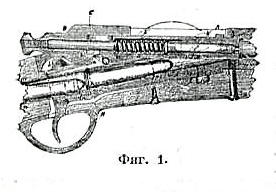
Прикладный магазин
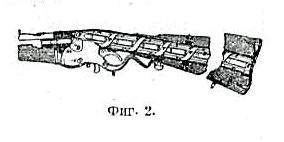
Прикладный магазин с широкой трубкой
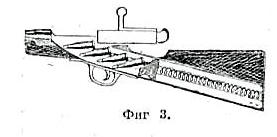
Прикладный магазин с пружинной подачей
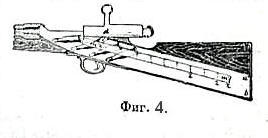
Прикладный магазин с зубчатой рейкой
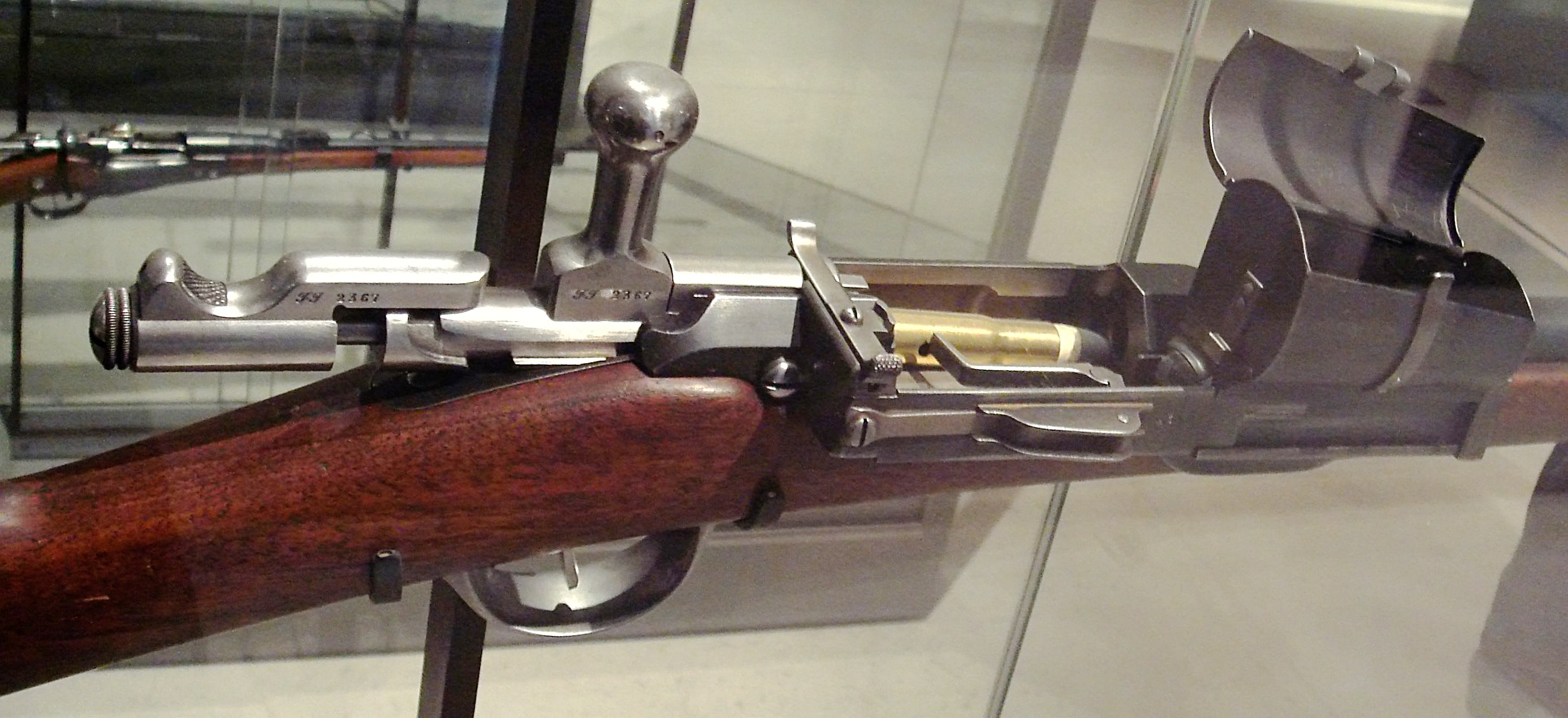
Винтовка Гра, модифицированная в 1883 году, с гравитационным магазином на 10 патронов

## Коробчатый магазин
В коробчатом магазине (часто ошибочно называемом «обоймой»; просторечно магазины к автомату Калашникова называются «рожками») патроны расположены параллельно. Самый распространённый тип магазинов. Могут быть съёмными и несъёмными (неотъёмными). Могут также быть однорядными, двухрядными с шахматным расположением патронов, изредка четырёхрядными, состоящими из двух двухрядных отсеков, ближе к горловине переходящих в один двухрядный. Съёмные могут быть прямыми (обычно в случае цилиндрической формы гильз патронов, как у ПМ, АПС, MP-38/40, STEN или Uzi) и изогнутыми (или секторными — обычно в случае конической или бутылочной формы гильз патронов, как у ППШ-41, ППС-43, АК, РПК или M16, которые в обиходе иногда называются «рожки́», а в английской традиции — «бананы»).
Отличаются высокой надёжностью и удобством использования, но обычно имеют небольшую ёмкость (за исключением четырёхрядных). Также используются различные способы скрепления нескольких (обычно два или три) коробчатых магазинов вместе для ускорения перезарядки: кустарный (изолента) или заводской (скобы).

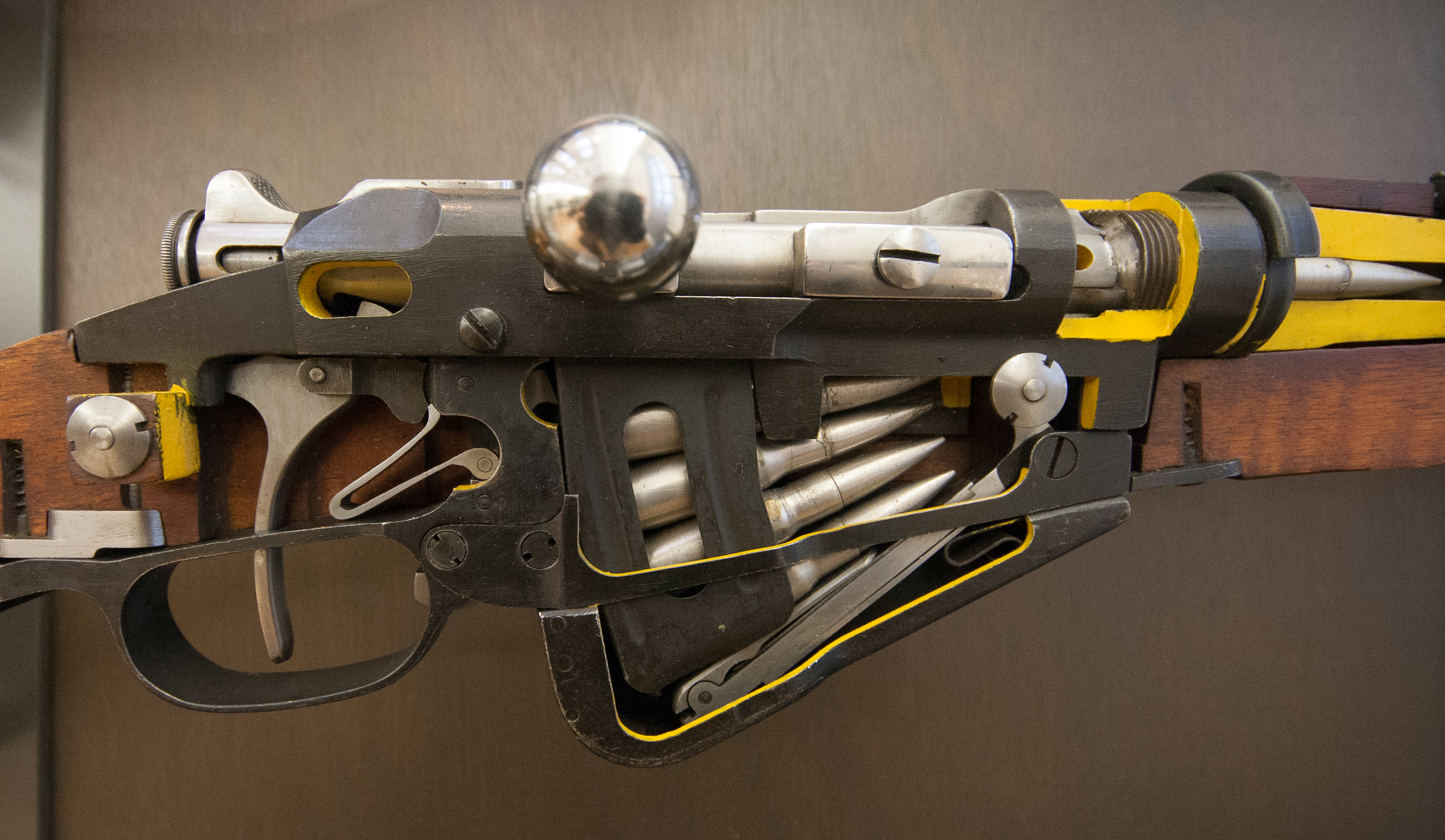
Винтовка Бертье
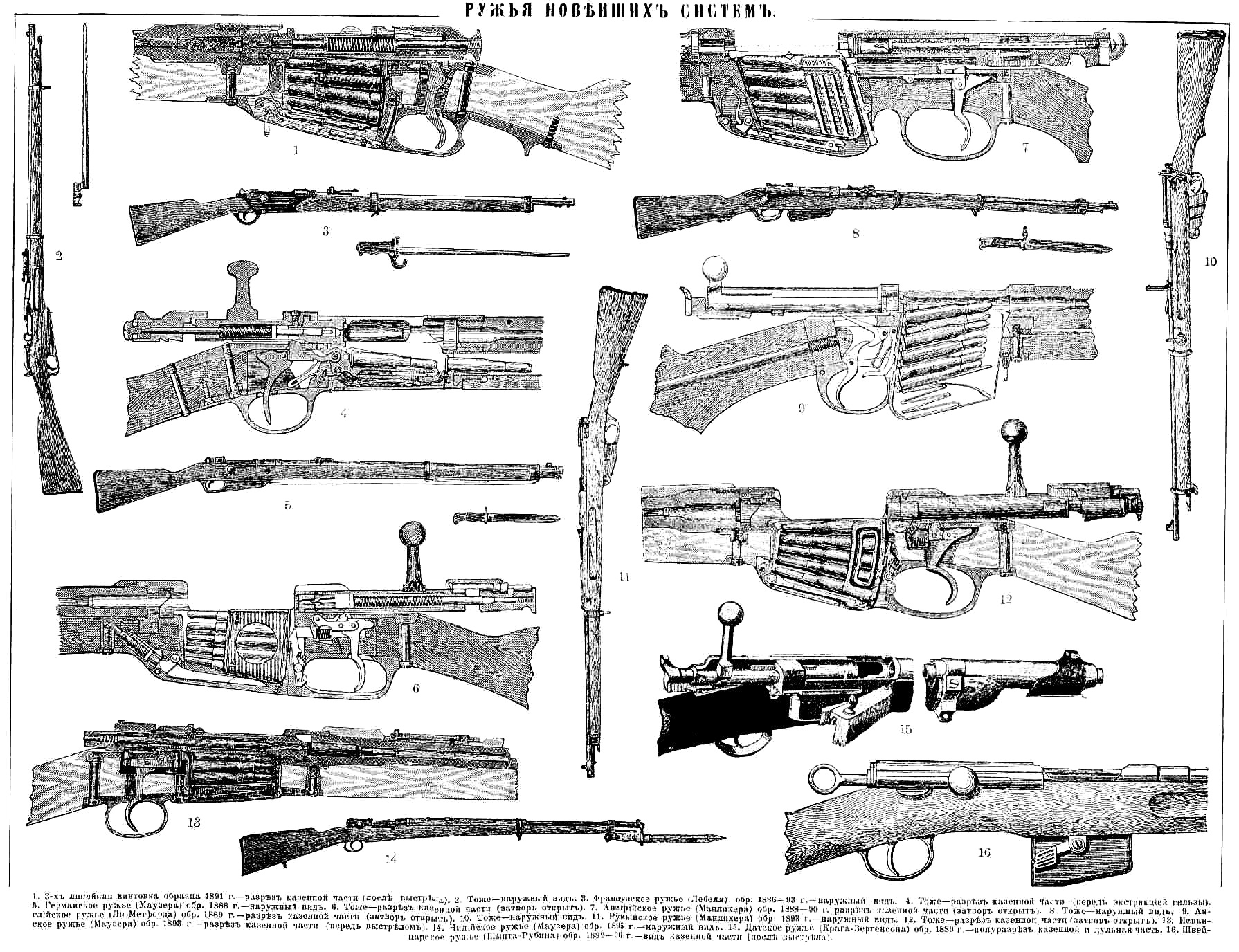
Неотьёмные магазины в винтовках, 1905 г.
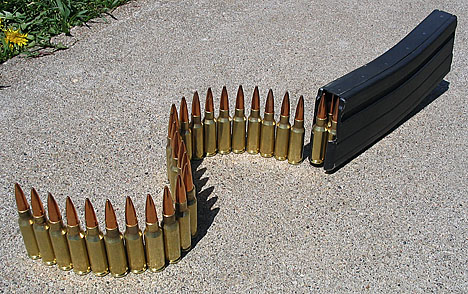
Магазин на 26 патронов к автомату Grendel AR-15
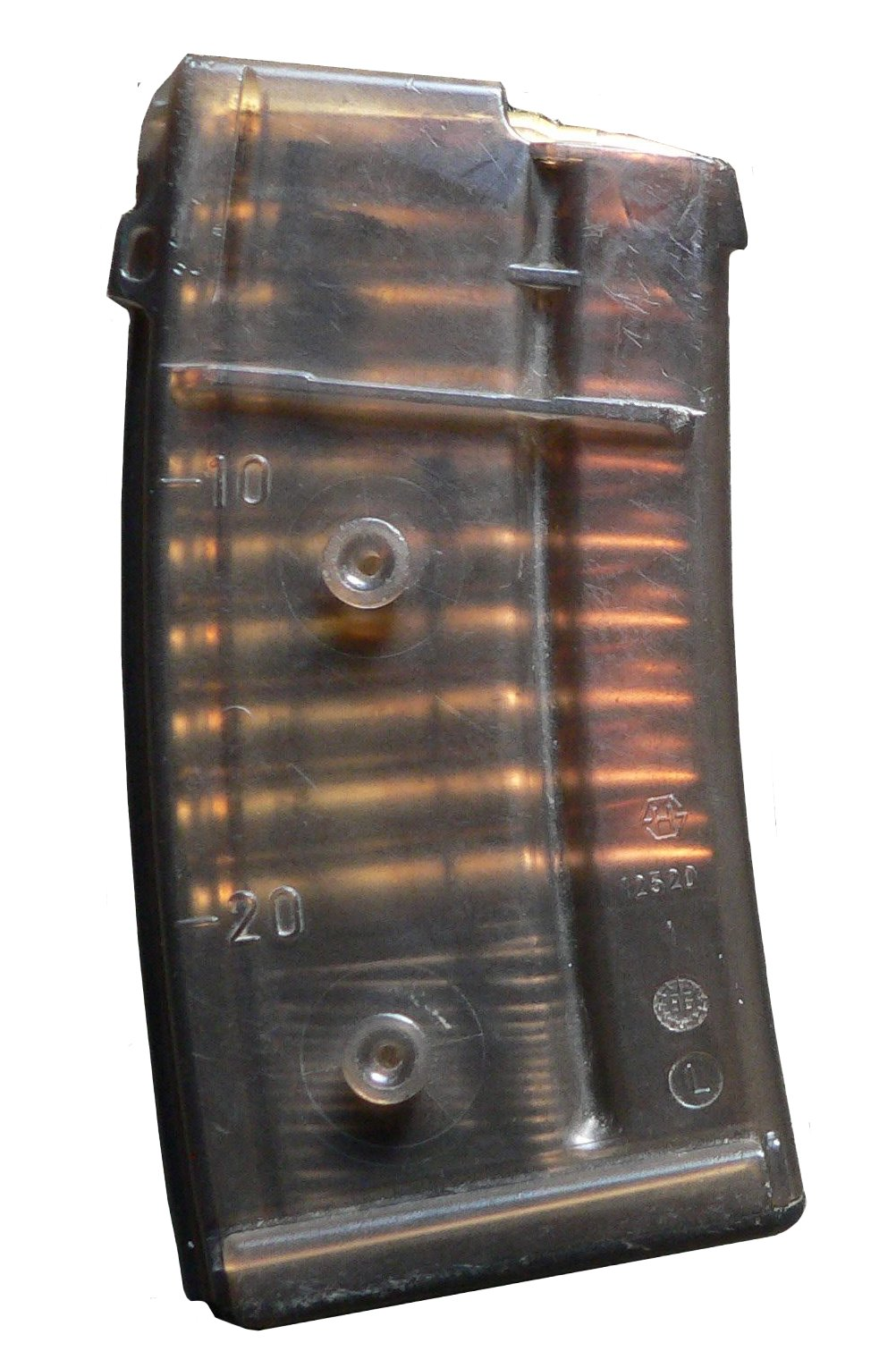
Коробчатый магазин от автомата SIG 550
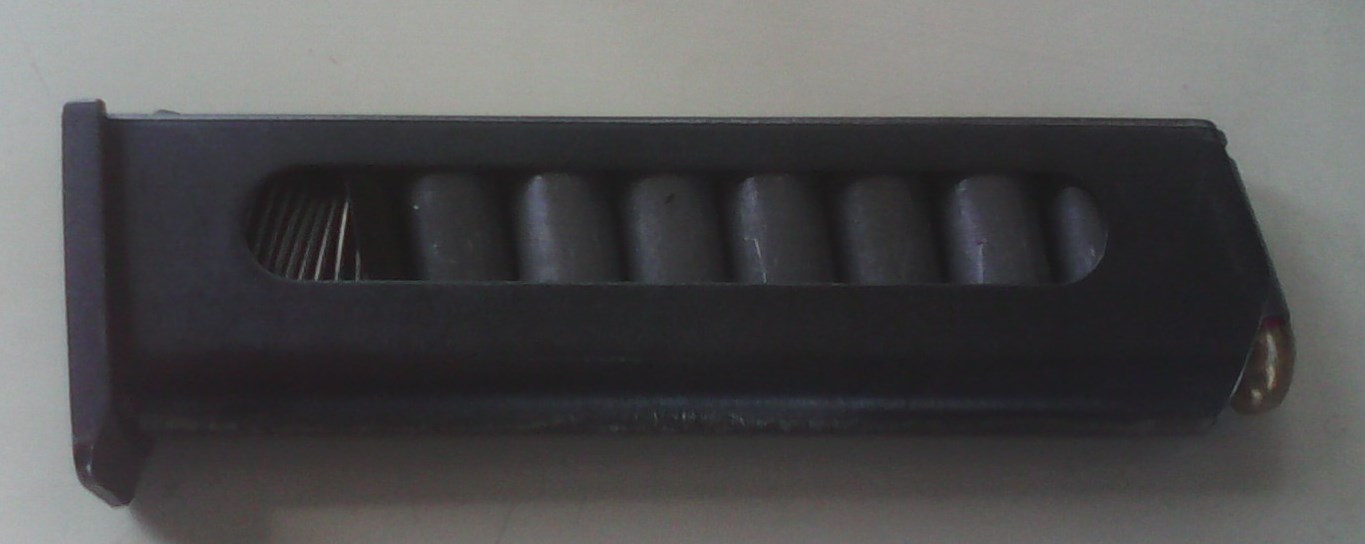
Коробчатый магазин от пистолета ПМ снаряжённый патронами 9 × 18 мм ПМ
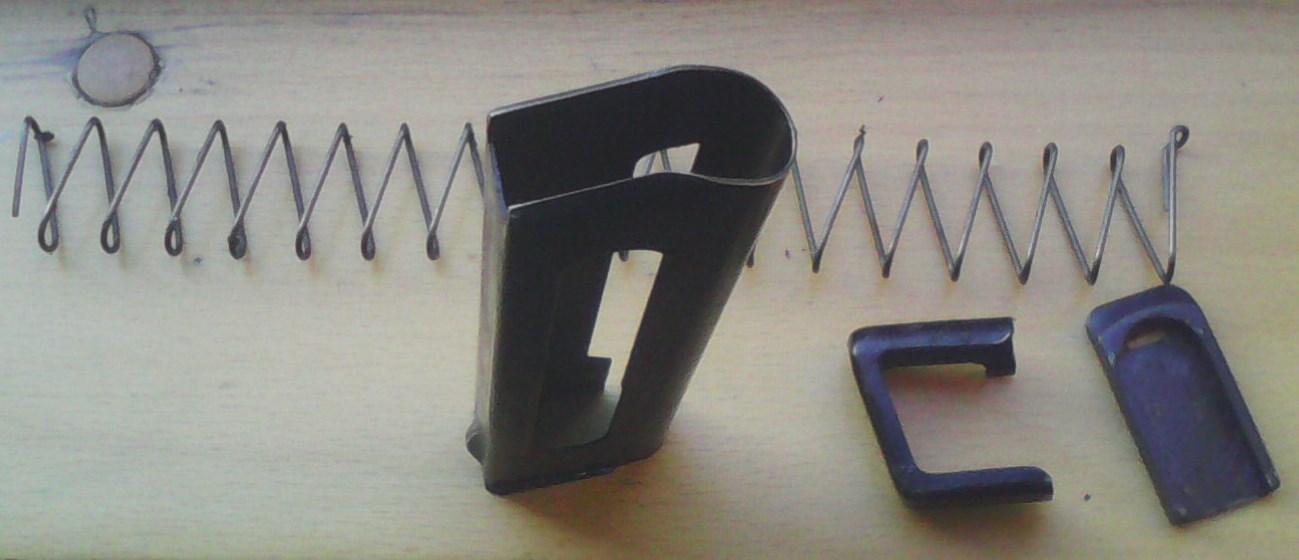
Разобранный магазин ПМ: корпус магазина с фигурными окнами, пружина подавателя, подаватель, крышка магазина
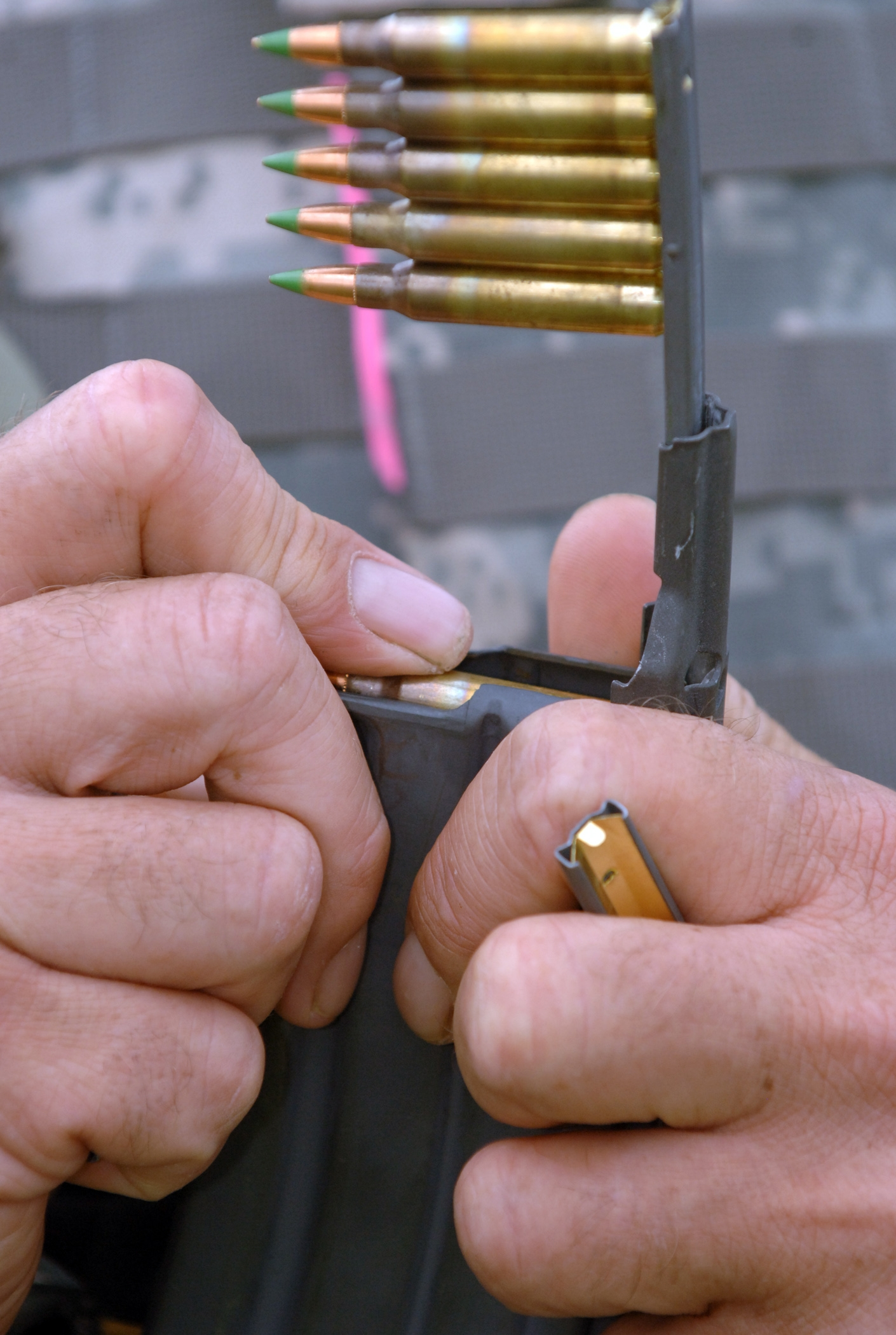
Заряжание магазина М16 с помощью обоймы и переходника
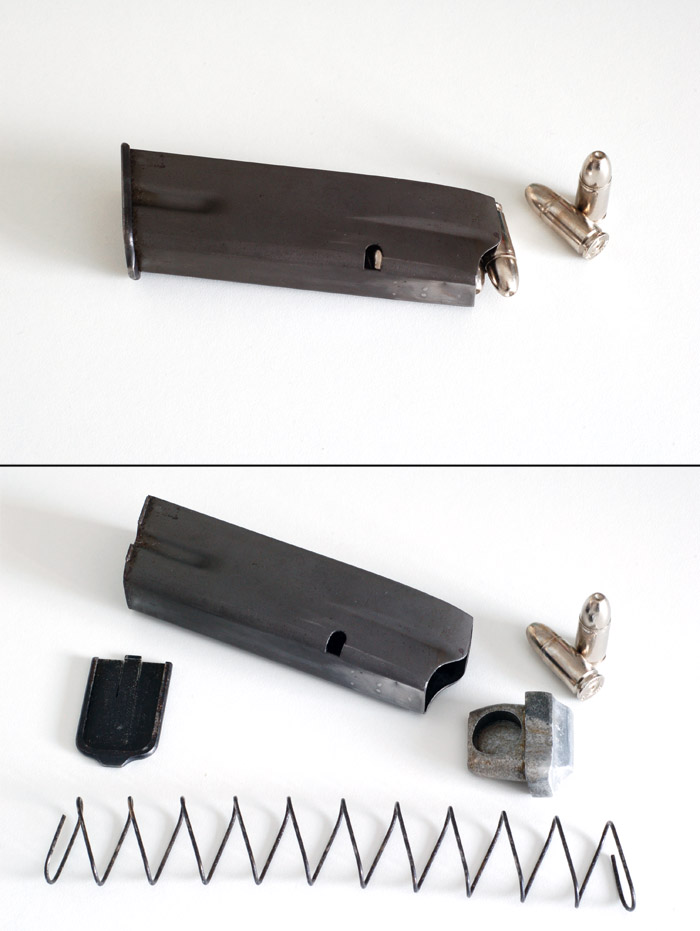
Коробчатый магазин для пистолета Browning Hi-Power
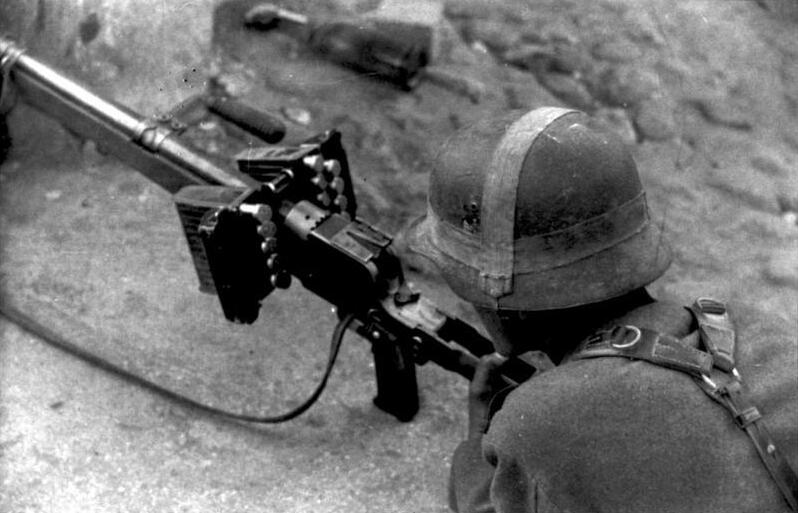
Короб с патронами, расположенный около затвора PzB 38 (используемый для ускорения заряжания однозарядного оружия)
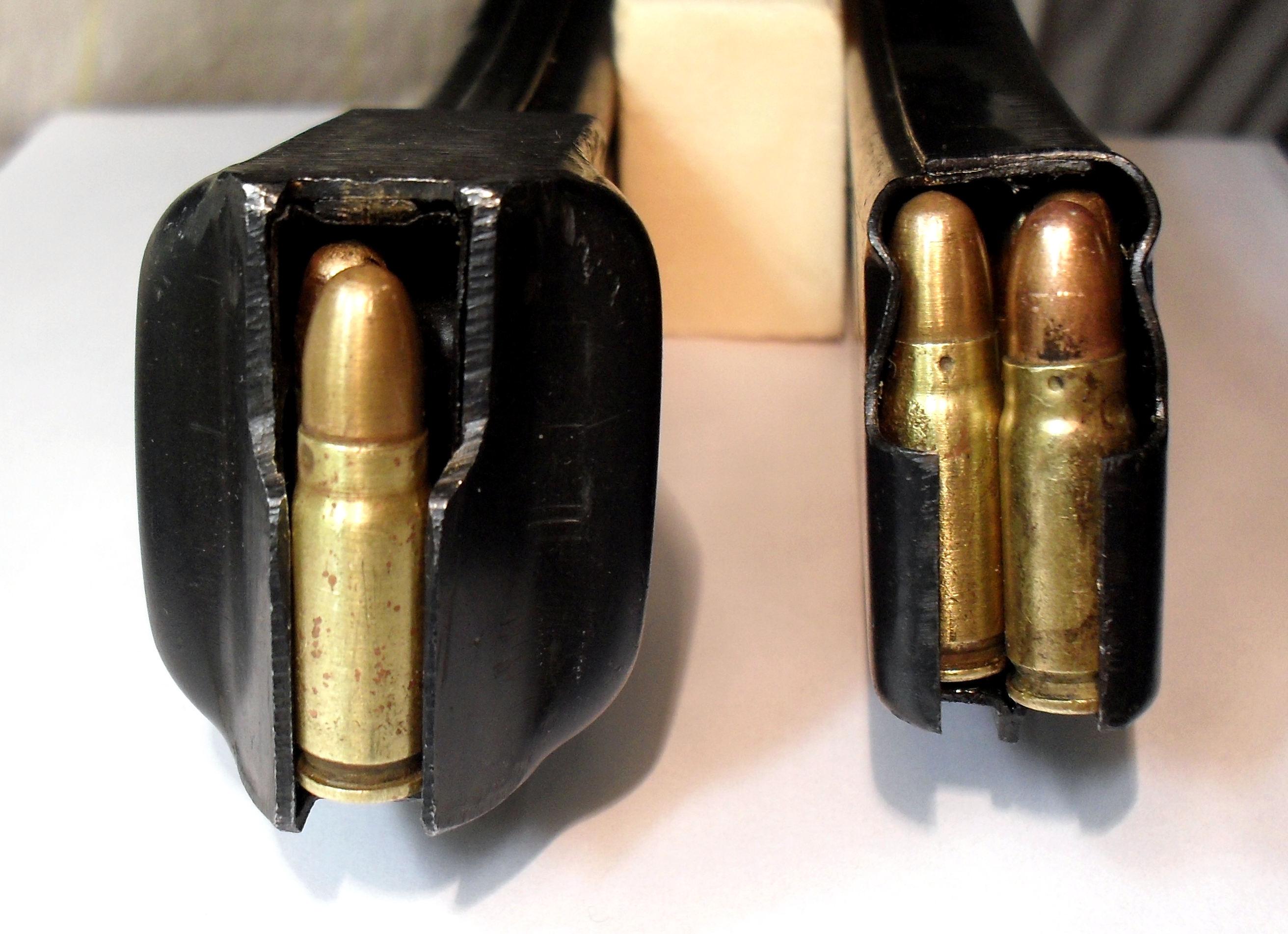
Коробчатые магазины ППШ и ППС
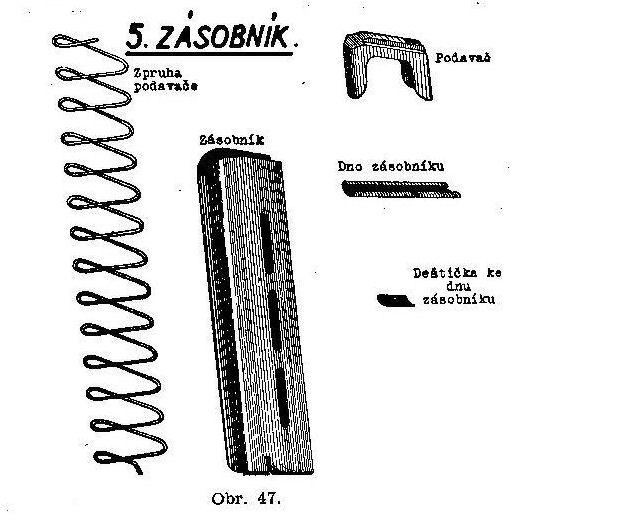
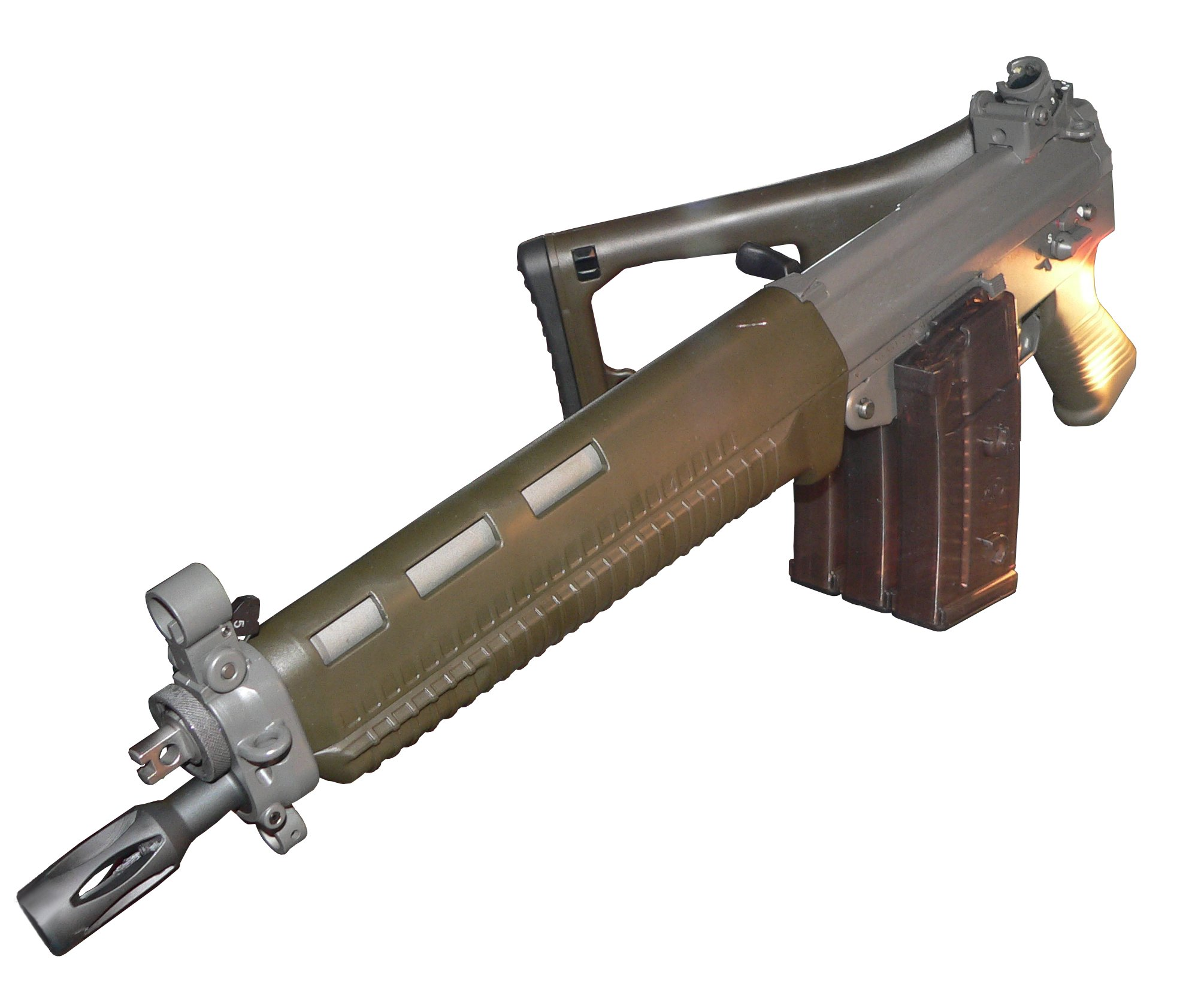
SIG-551 с тремя магазинами, соединёнными заводскими скобами

## Барабанный магазин
Магазин цилиндрической формы, в котором патроны располагаются в один или несколько рядов возле стенок параллельно оси барабана (зачастую неправильно называют «диском»). Имеет большую ёмкость, но тяжёл и менее удобен в использовании, подающая пружина зачастую взводится отдельно, пальцами или специальным ключом. Используется в некоторых ручных пулемётах и пистолетах-пулемётах (американский пистолет-пулемёт Томпсона, советский ППШ), редко в самозарядных пистолетах, автоматах, единых пулемётах и самозарядных дробовиках. Небольшие по ёмкости варианты барабанного магазина использовались как несъёмные на некоторых винтовках (Johnson M1941). Не путать с револьверным барабаном. Существуют также двухбарабанные магазины.

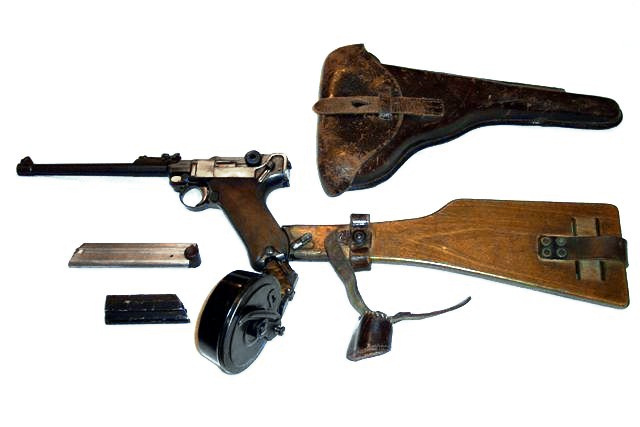
Пистолет Люгера с барабанным магазином на 32 патрона
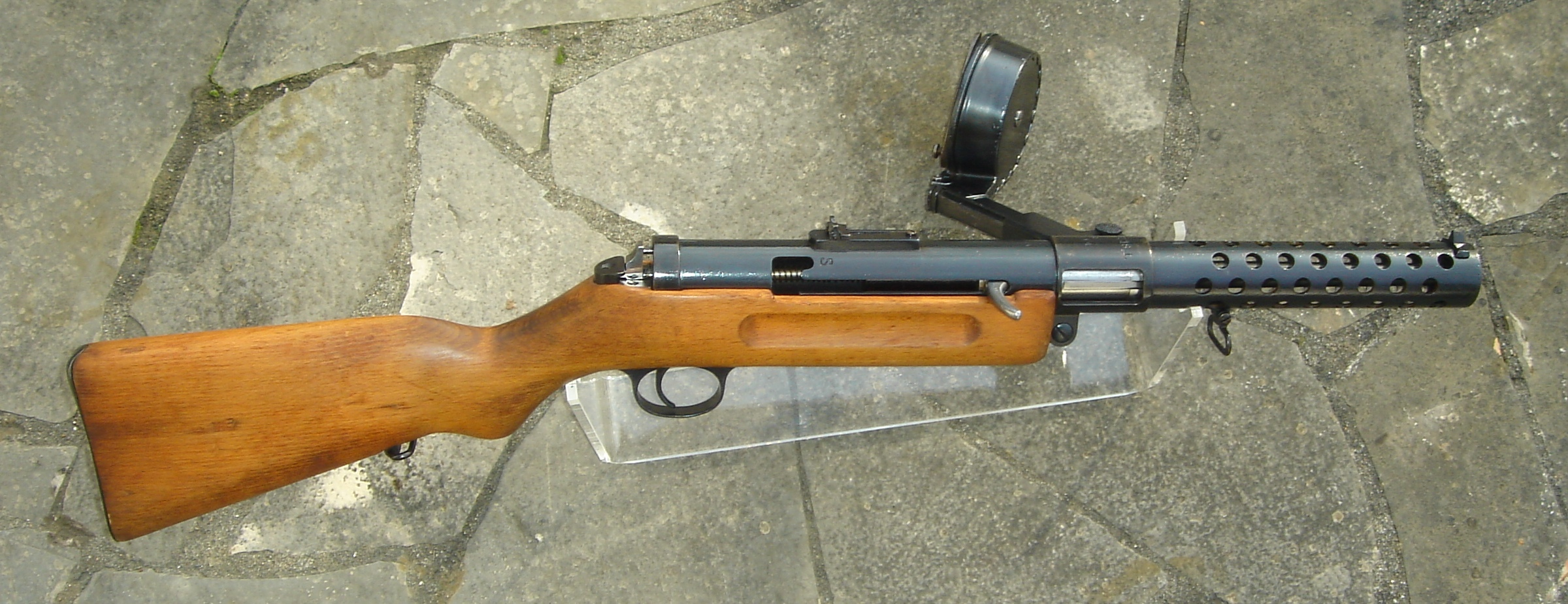
MP-18 с барабанным магазином на 32 патрона
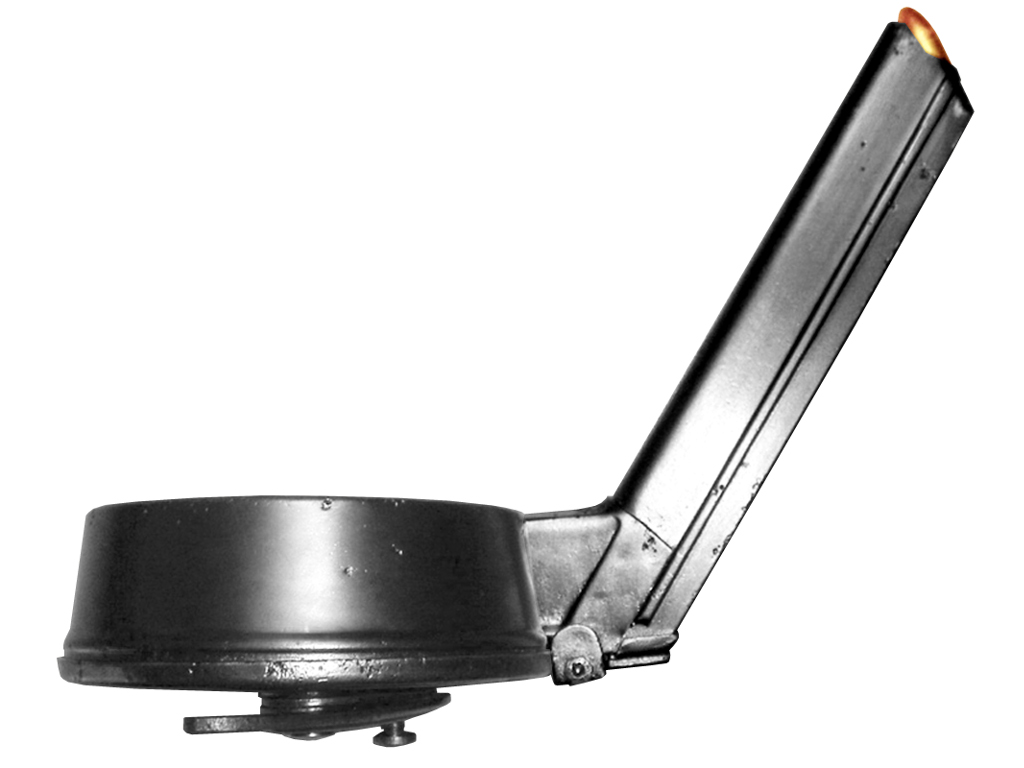
Барабанный магазин пистолета Люгера и MP-18 на 32 патрона
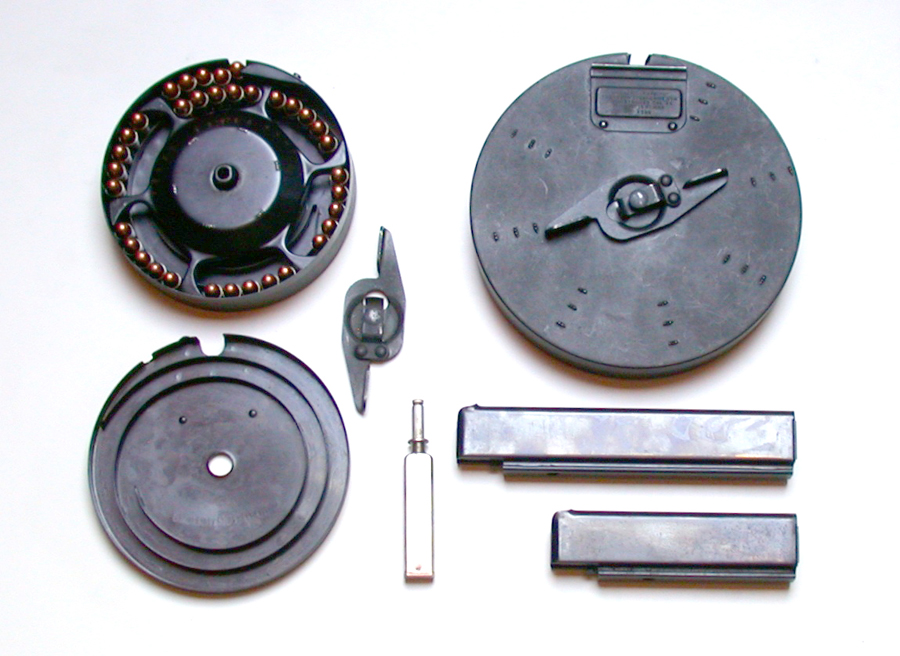
барабанные магазины на 50 или 100 патронов для ПП Томпсона (вместе с 20- и 30-зарядными коробчатыми.
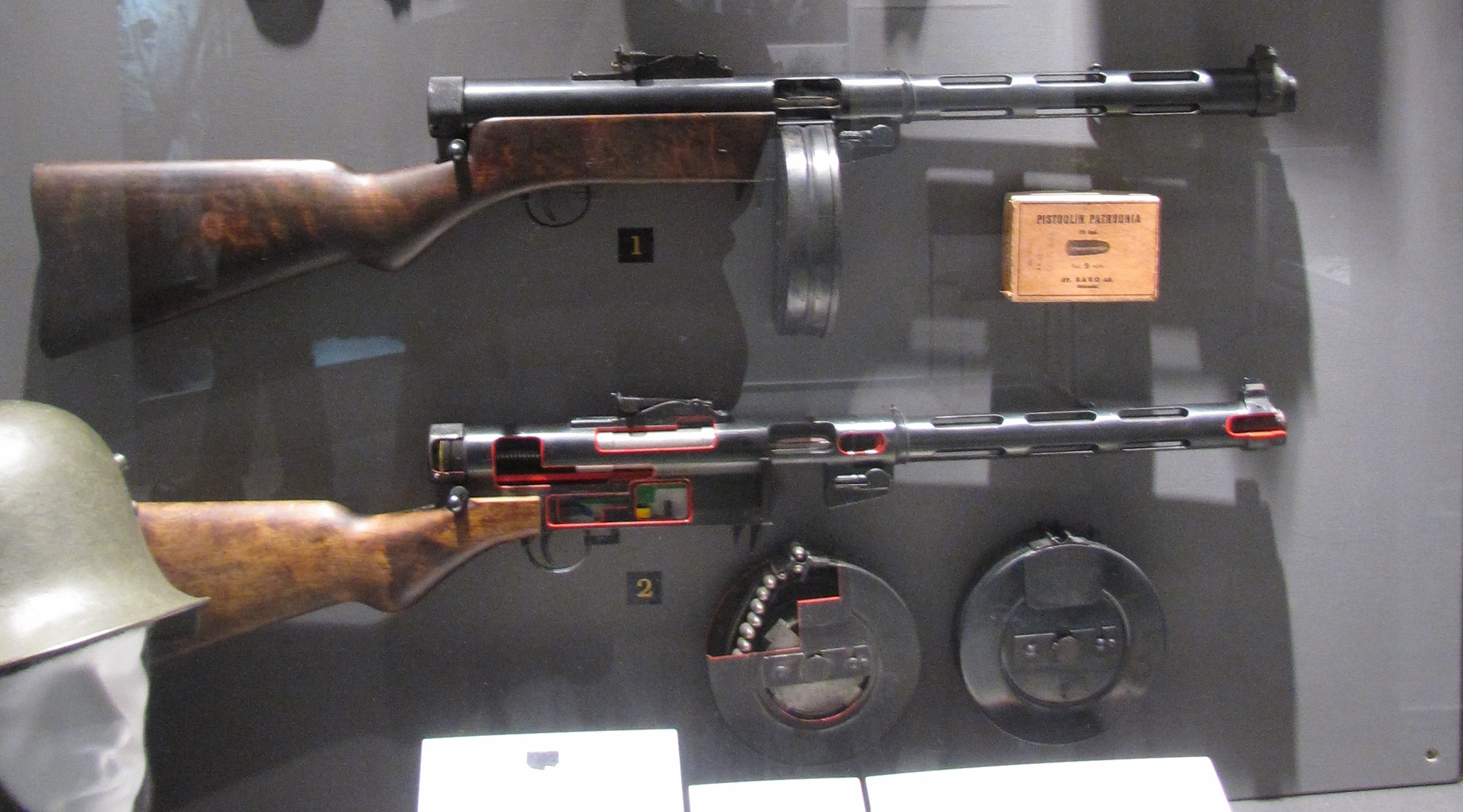
Пистолет-пулемёт Suomi с барабанным магазином на 40 или 70 патронов
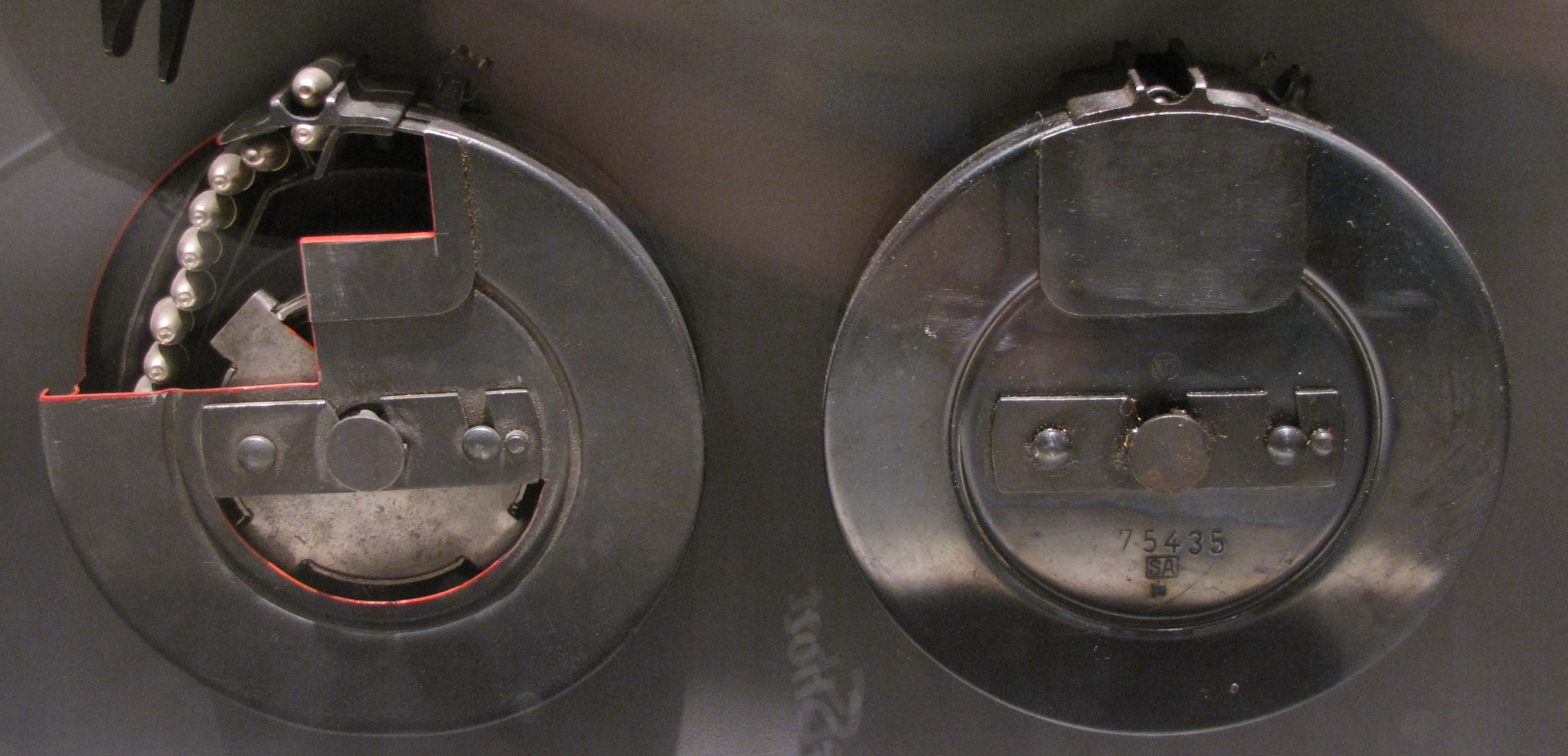
Барабанный магазин Suomi M-31 на 40 или 70 патронов
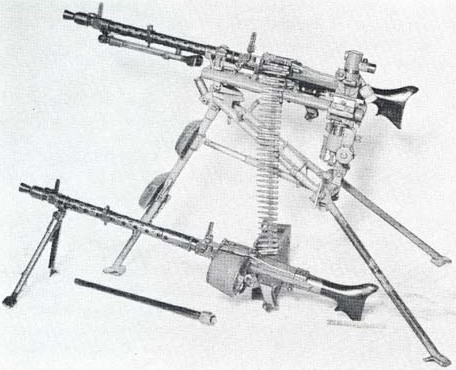
MG-34 с двухбарабанным магазином (внизу) на 75 патронов
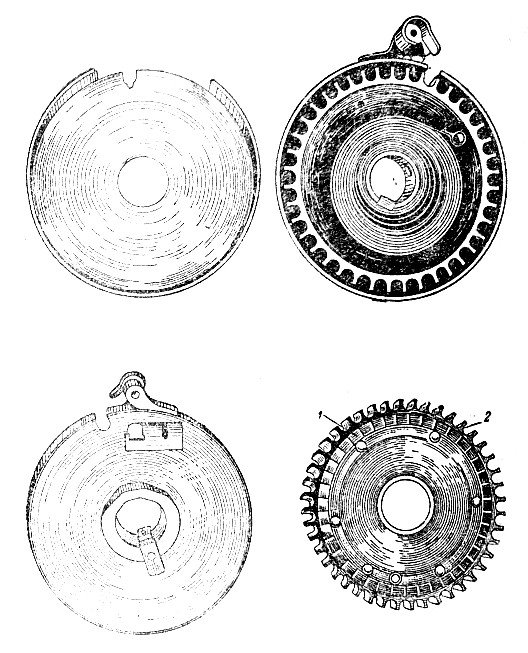
Барабанный магазин пулемёта Блюма на 39 патронов
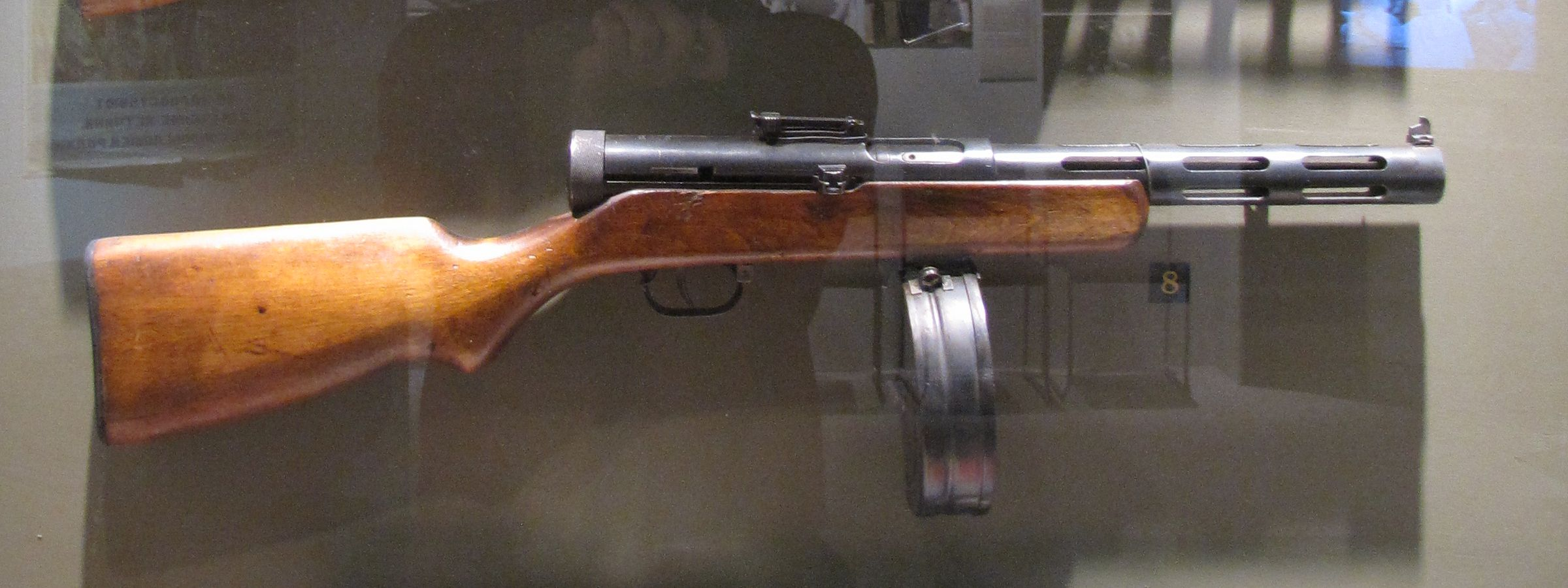
Пистолет-пулемёт Дегтярёва модификации 34/38 c барабанным магазином на 73 патрона
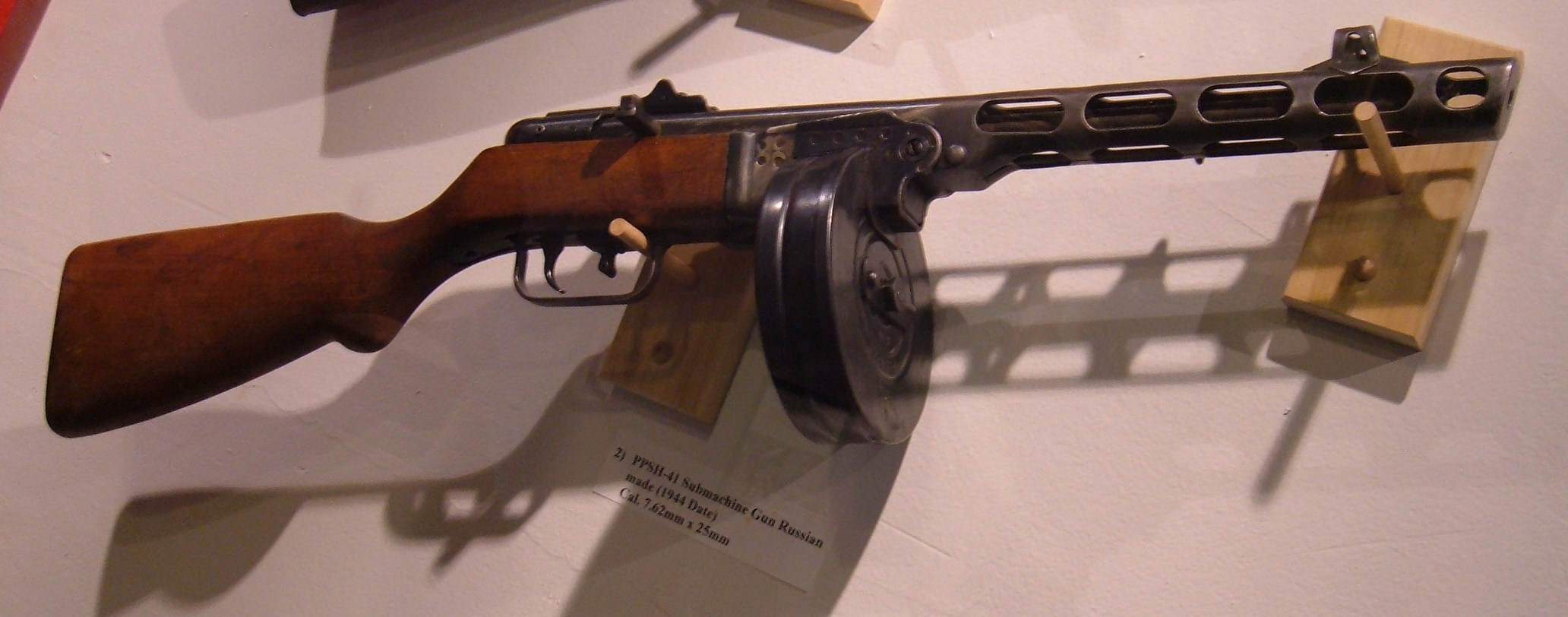
ППШ-41 с барабанным магазином на 71 патрон
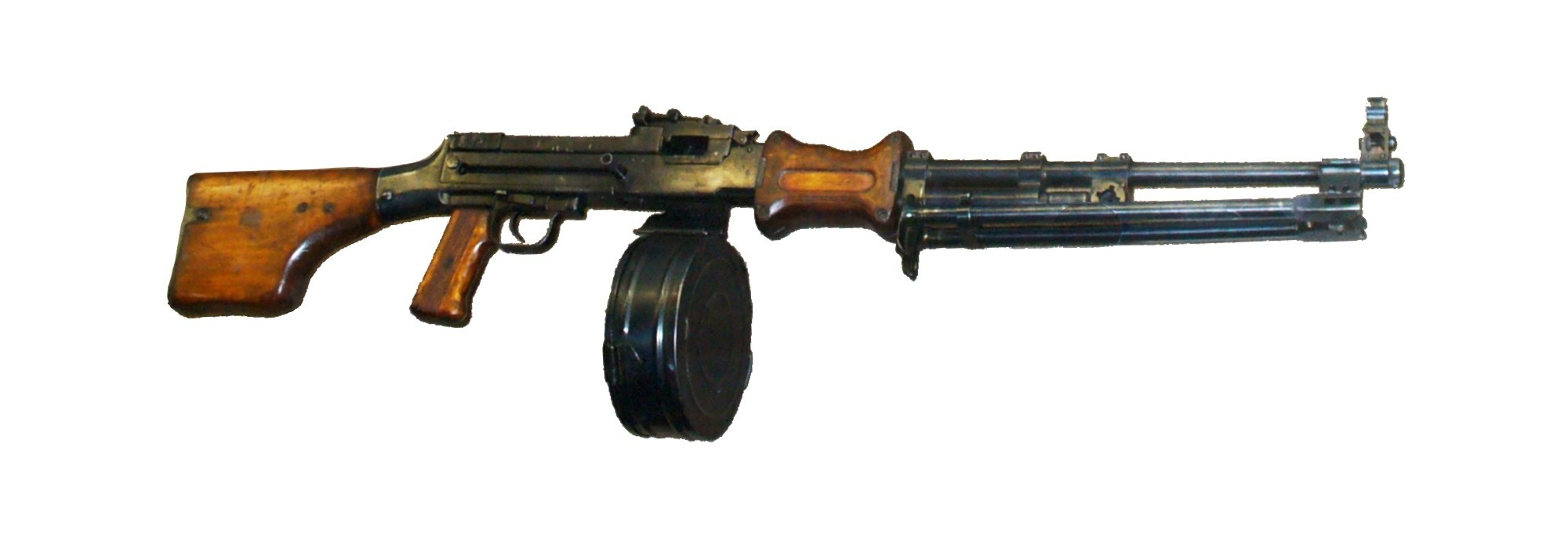
Ручной пулемёт Дегтярёва с коробом для ленты на 100 патронов, часто ошибочно принимаемым за барабанный магазин.
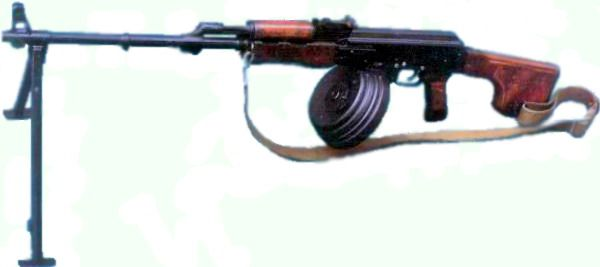
Ручной пулемёт Калашникова с барабанным магазином на 75 патронов
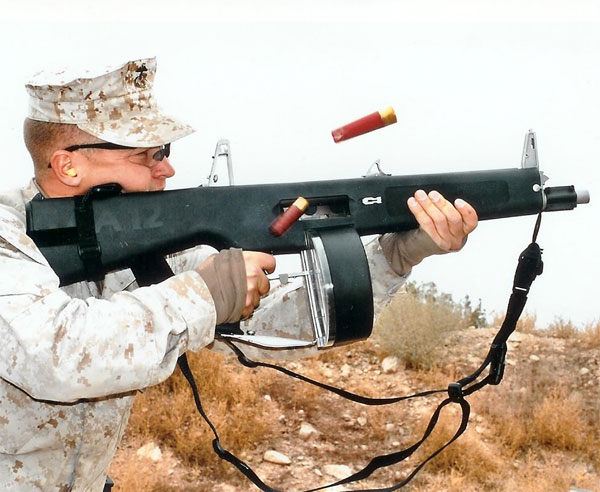
AA-12 с барабанным магазином на 20 или 32 патрона
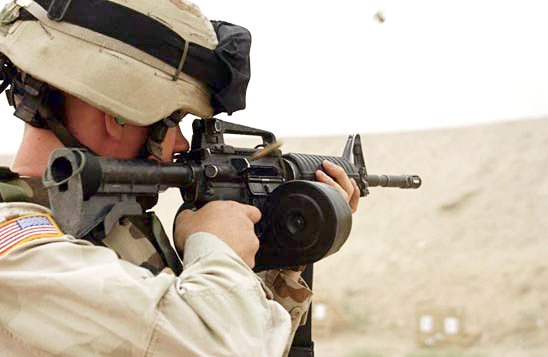
M4 с двухбарабанным магазином Beta C-Mag на 100 патронов
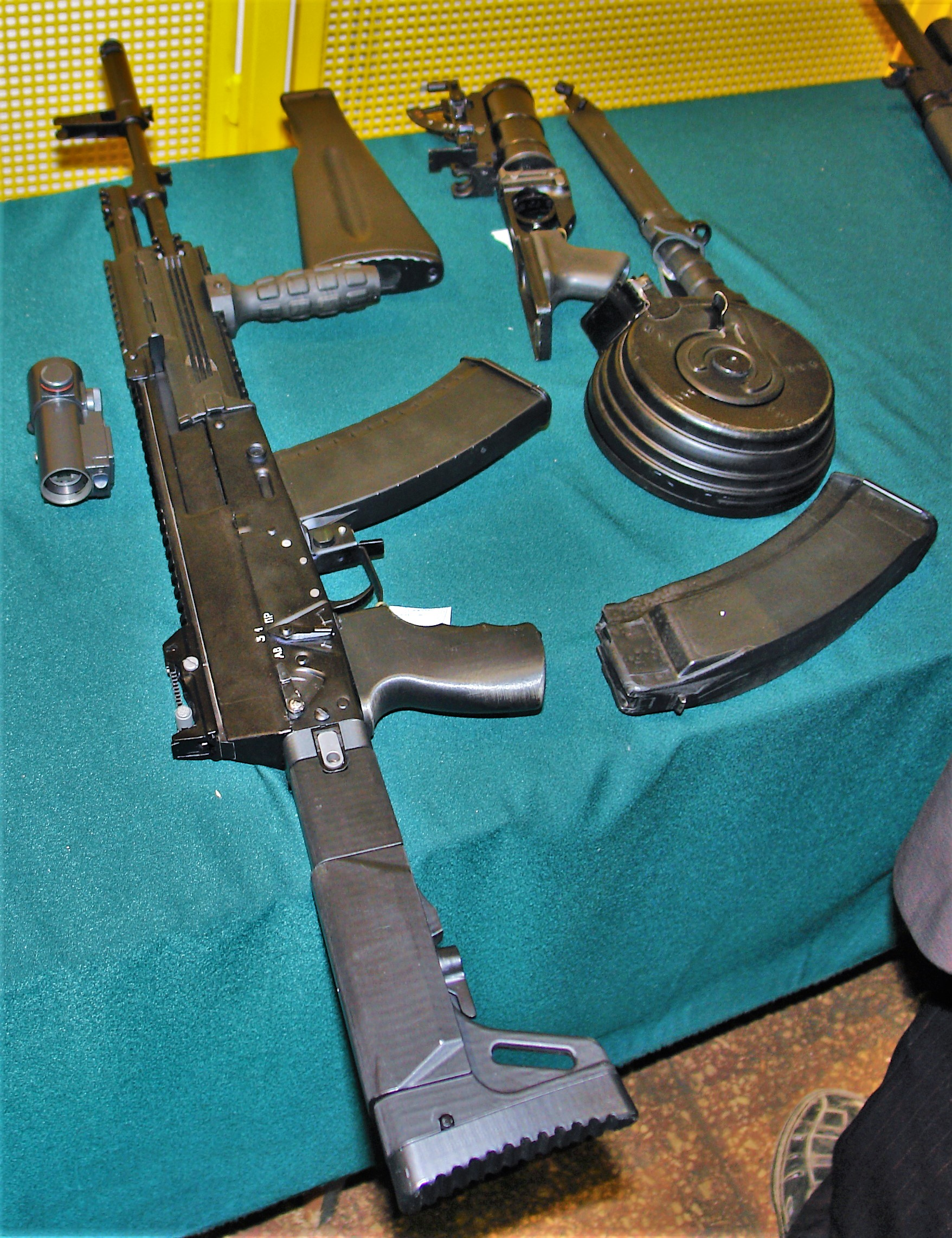
АК-12 с барабанным магазином на 95 патронов

## Дисковый магазин
Дисковый магазин (в просторечии «диск» или «бубен») — магазин, подобный барабанному, но патроны расположены перпендикулярно оси диска, в один или несколько рядов. Из-за большого размера и веса применялся в основном в ручных пулемётах (британский пулемёт Льюиса, советский ДП). Реже применялся в танковых и авиационных пулемётах (например, советские ДТ, ДА). Случаи применения дискового магазина в пистолет-пулемётах очень редки. Таковыми являются, например, опытный пистолет-пулемёт Дегтярёва (1929) и американский ПП «American-180»

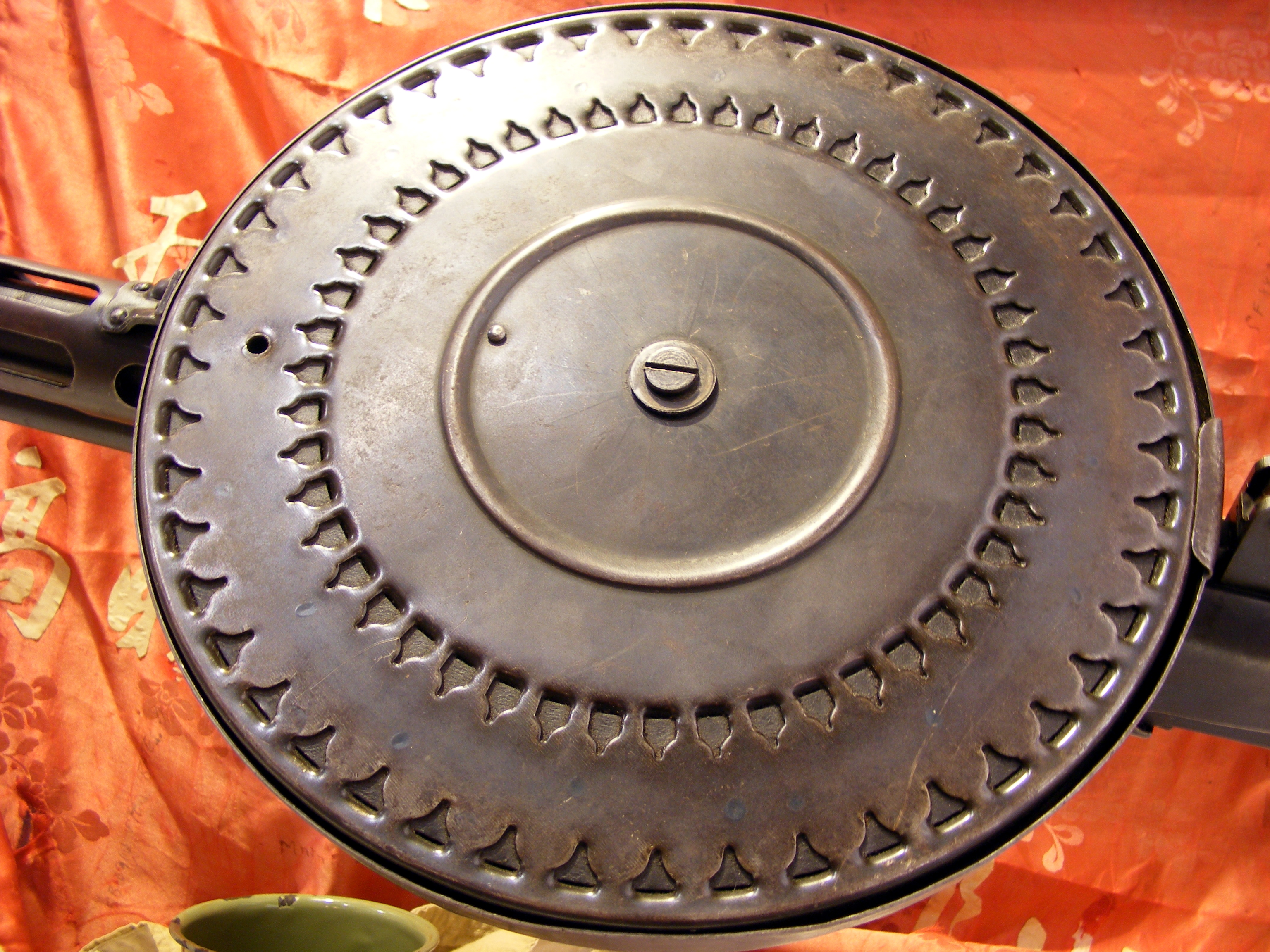
Дисковый магазин ДП на 47 патронов
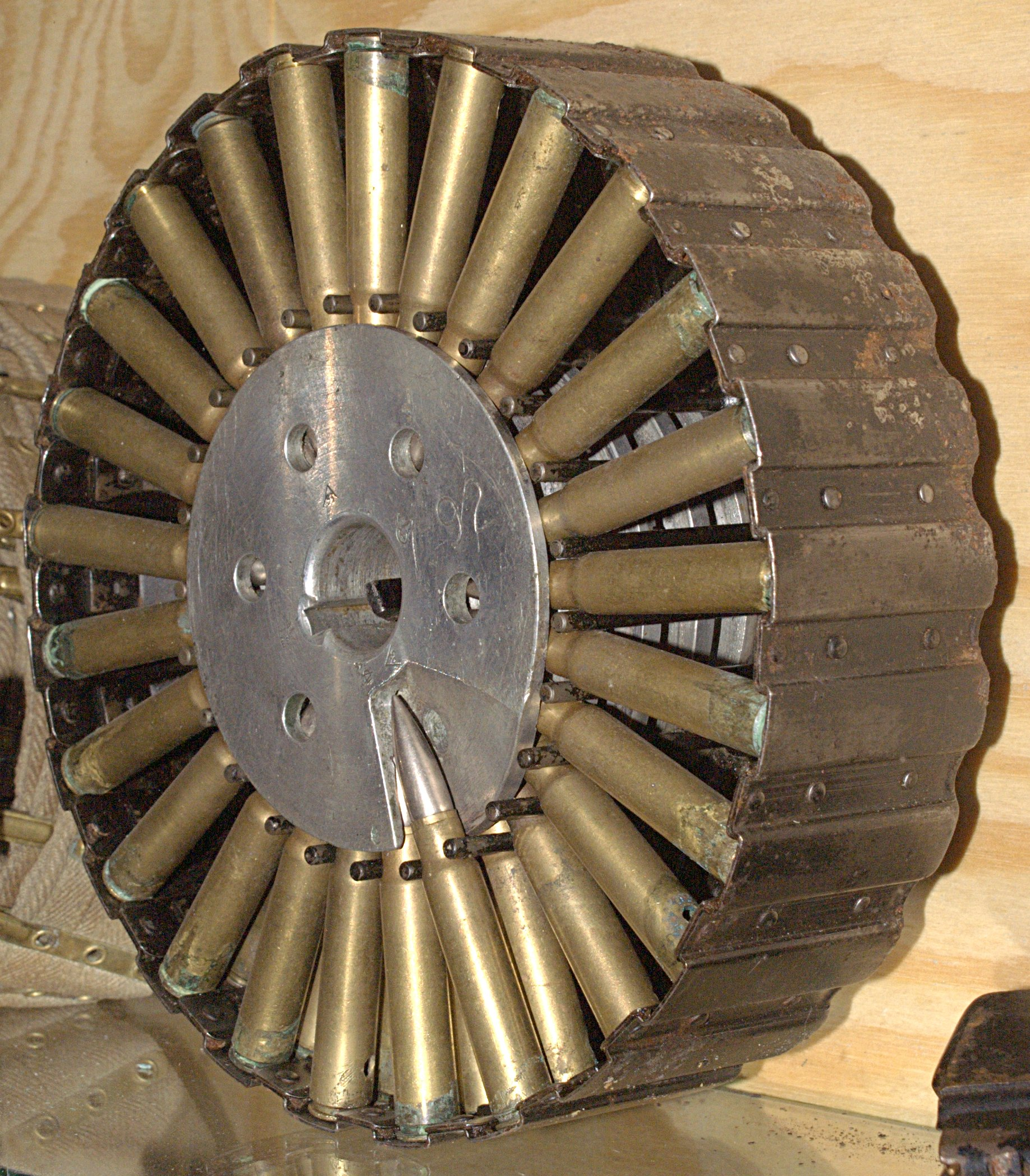
Lewis. Ёмкость дискового магазина — 97 патронов
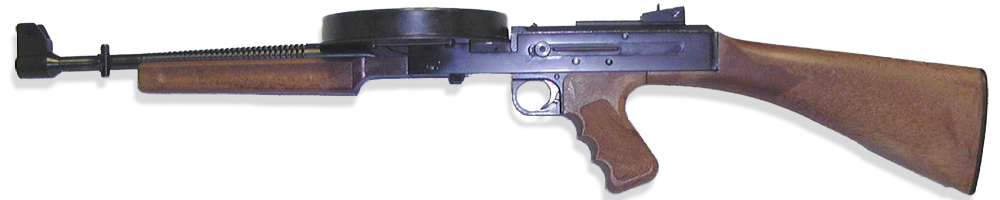
Пистолет-пулемёт «American-180» с диском на 177 патронов.
Дисковый магазин пулемёта Lewis

## Трубчатый магазин
Неотъёмный магазин в форме параллельной стволу трубки, в которой патроны располагаются вдоль по оси магазина. Отличается компактностью, простотой и надёжностью при небольшой ёмкости. Недостатки: длительность заряжания (необходимо заряжать магазин по одному патрону), смещение центра тяжести оружия по мере израсходования патронов (что отрицательно сказывается на меткости), сложность использования патронов с выступающими остроконечными пулями (при отдаче происходил накол капсюля следующим патроном в магазине и далеко не все патроны с остроконечной пулей были приспособлены для трубчатых магазинов). Располагается обычно под стволом, не увеличивая размеров оружия, хотя первые модели многозарядных винтовок могли иметь его в прикладе. Используется в гладкоствольных ружьях («дробовиках») и карабинах со «скобой Генри». Редкий случай применения магазинной винтовки с трубчатым магазином под патроны с остроконечной пулей — французская винтовка Лебеля

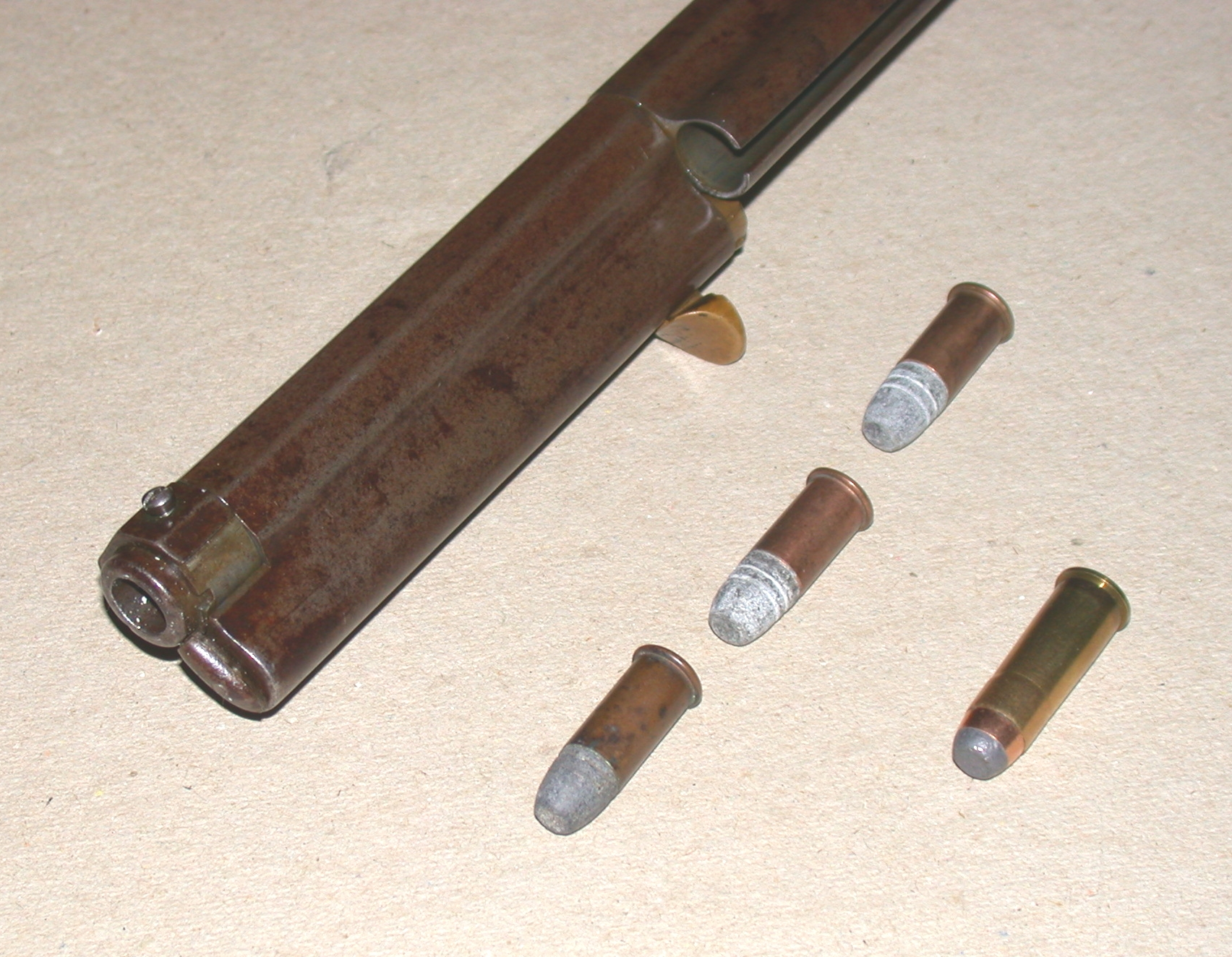
Трубчатый магазин винтовки Генри
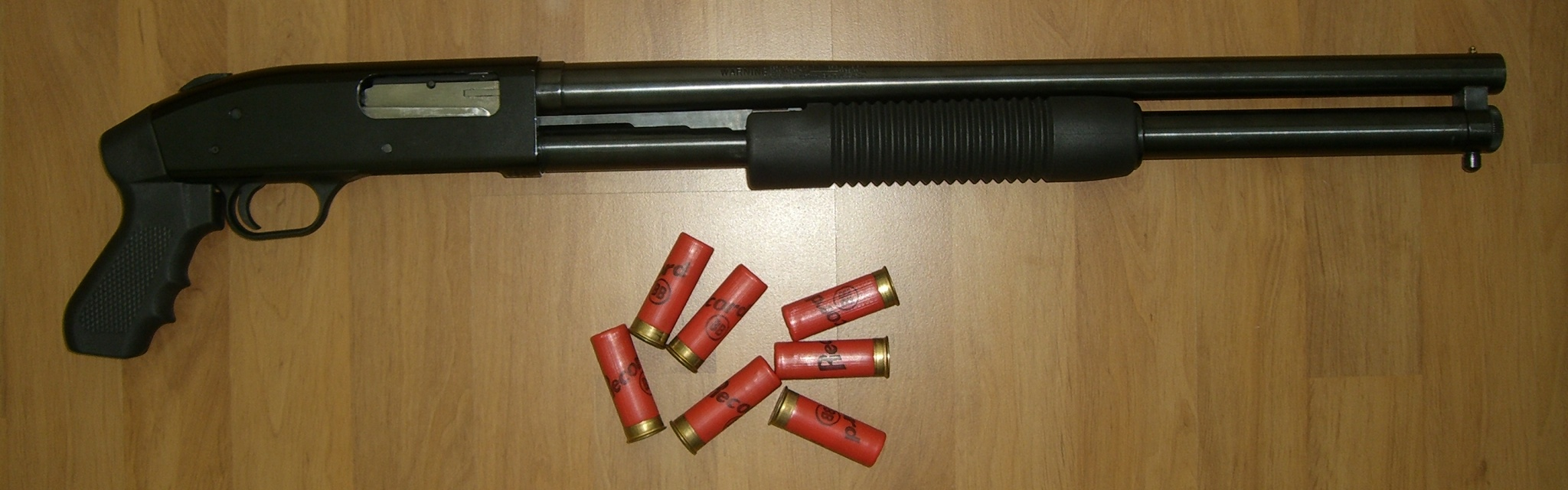
Трубчатый магазин под стволом ружья Mossberg 500A

## Шнековый магазин
Патроны в нём расположены параллельно его оси, по спирали, пулями вперёд, и подаются отдельно взводимой пружиной. Магазин выполнен в виде длинного цилиндра, имеющего внутри спиральную направляющую для патронов (шнек), обеспечивающую движение патронов к выходному окну. Так же, как и в барабанном магазине, требует отдельного взведения пружины после снаряжения. 

Примеры оружия, использующего шнековый магазин: карабин Calico М100 (США), пистолеты-пулемёты Calico M960 (США), ПП-19 «Бизон» и ПП-90М1 (Россия). 

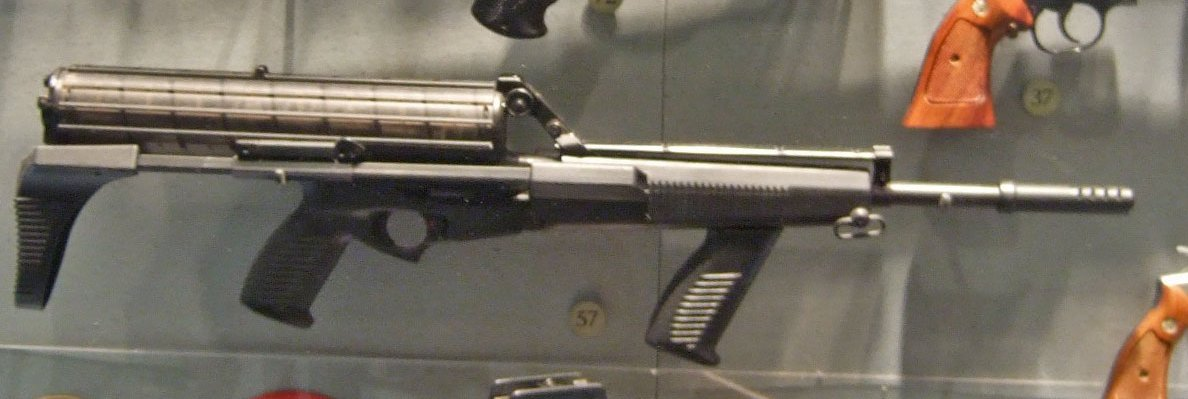
Calico M960 со шнековым магазином
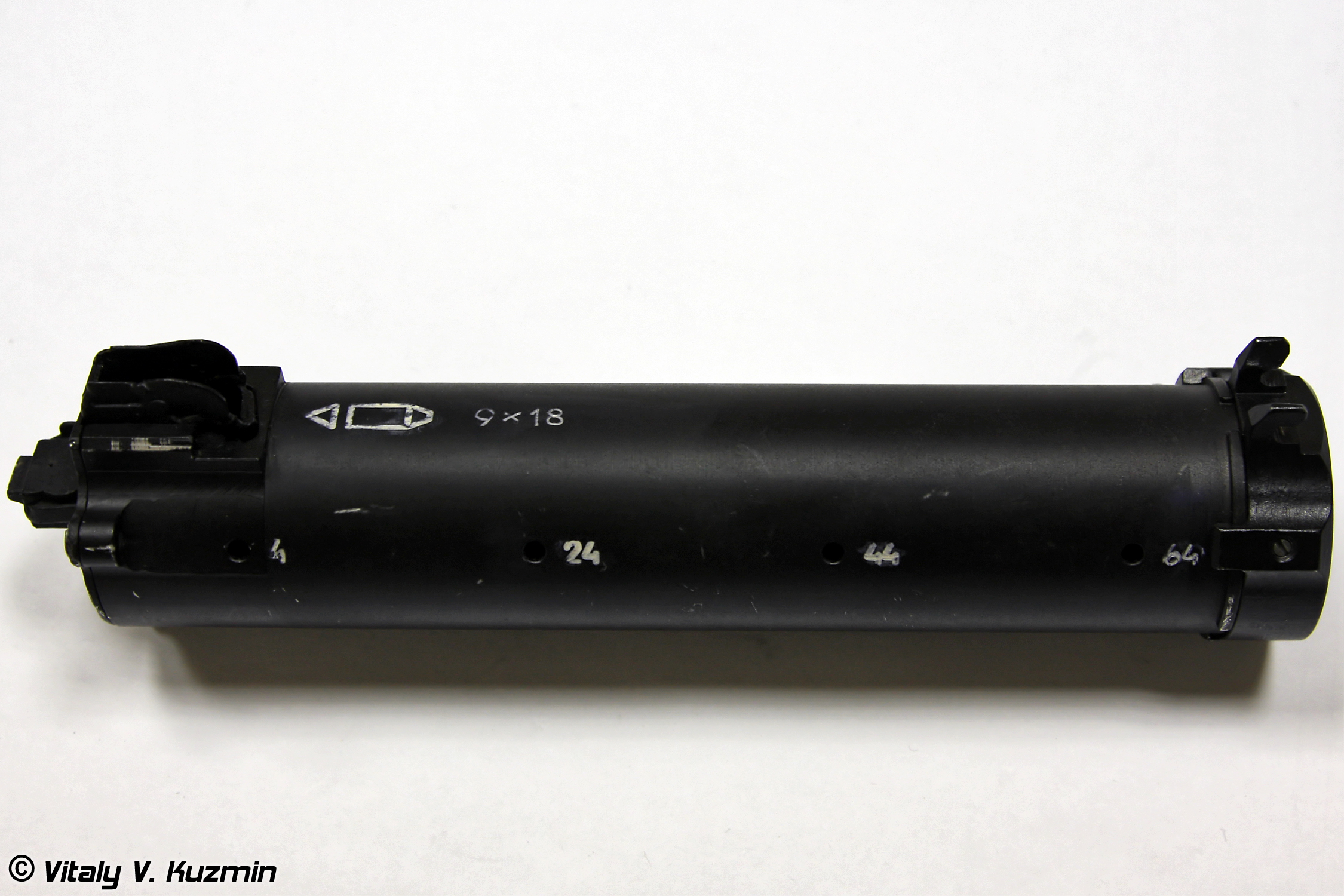
Шнековый магазин ПП-19
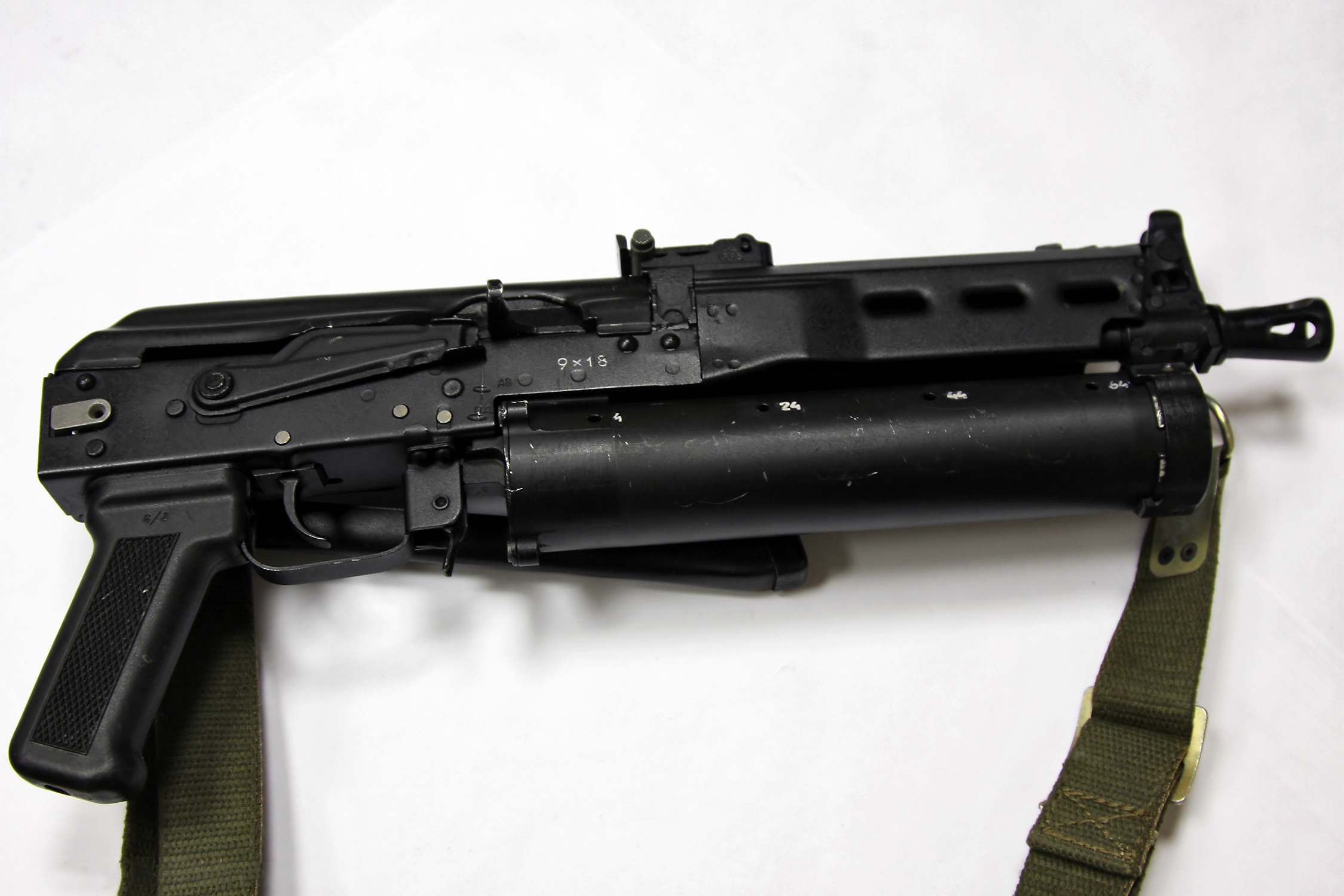
ПП-19 с присоединённым магазином